# Гней Арий Корнелий Прокул
Гней Арий Корнелий Прокул (на латински: Gnaeus Arrius Cornelius Proculus) е политик и сенатор на Римската империя през първата половина на 2 век по времето на император Антонин Пий.
От 138 до 140 г. той е управител на римската провинция Ликия и Памфилия. През 145 г. Гней Прокул е суфектконсул заедно с Децим Юний Пет.